# Тонлесап
Тонлесап (Тонле Сап, Сап, на кхмерски: បឹងទន្លេសាប) е голямо сладководно езеро в Камбоджа, най-голямото на полуостров Индокитай. Площта му варира между 2500 и 3000 km² през сухия сезон и между 12 000 и 16 000 km² в сезона на летните мусони. Дълбочината му се мени съответно от 1 – 2 m до 10 – 14 m. Дължината му от северозапад на югоизток е 115 km, ширината – от 8 до 36 km. Основни притоци: Пурсат, Доунтри, Сангке, Чикренг. Езерото се явява реликтов морски залив и е съединено с река Меконг чрез изтичащата от него река Тонлесап. В периода на пълноводието на река Меконг значителна част от нейните води постъпват нагоре по река Тонлесап и се изливат в езерото, като увеличават неговата площ 5 – 6 пъти и дълбочината му – 6 – 7 пъти. С началото на сухия сезон започва оттичането на водата от езерото по реката, като по този начин около него се освобождават обширни пространства покрити с плодородна тиня, на които се отглеждат 2 – 3 реколти ориз годишно. Богато е на риба, най-вече от семейство карпови. Крайбрежните зони са гъсто населени, като са характерни наколните жилища и домовете лодки. Близо до северното му крайбрежие е разположен архитектурният ансамбъл от IX – XIII в. Ангкор.

## Kартинна галерия
- Тонлесап - Tonlé Sap